# American Boy
American Boy is een nummer van de Britse zangeres Estelle uit 2008, in samenwerking met de Amerikaanse rapper Kanye West. Het is de tweede single van Shine, het tweede studioalbum van Estelle.
Het nummer is gebaseerd op een ex-vriend van Estelle. John Legend, Estelle's manager, stelde haar voor om een nummer te schrijven over een romance met een Amerikaanse man. Kanye West verzorgt twee raps in het nummer. De plaat werd geproduceerd door Will.i.am en bevat de beat uit het nummer Impatient, dat op zijn soloalbum Songs About Girls staat. "American Boy" werd wereldwijd een enorme hit. Het bereikte de nummer 1-positie in het Verenigd Koninkrijk en in de Vlaamse Ultratop 50. In de Amerikaanse Billboard Hot 100 haalde het de 9e positie, en in de Nederlandse Top 40 de 6e.

## Tracklijst
- Muziekdownload

1. "American Boy" – 4:45

- CD single – CD 1

1. "American Boy" (radio edit) – 3:57

- CD single – CD 2

1. "American Boy" – 4:45
2. "American Boy" (Soulseekerz Radio Remix) – 3:52

- CD single – CD 3

1. "American Boy" – 4:47
2. "Life To Me" (Hi-Tek featuring Estelle) (non album track) – 5:01
3. "American Boy" (video) – 4:05

- Maxi single

1. "American Boy" (Soul Seekerz Club Mix) – 7:12
2. "American Boy" (Soul Seekerz Radio Mix) – 3:55
3. "American Boy" (Soul Seekerz Dub Mix) – 7:21
4. "American Boy" (TS7 Remix) – 5:43
5. "American Boy" (TS7 Radio Edit) – 3:51
6. "American Boy" (Dirty) – 4:46
7. "American Boy" (No Rap) – 4:10
8. "American Boy" (Instrumental) – 5:09

- Digital download – Malpractice Remix

1. "American Boy" (Malpractice Remix) – 7:36

- Promo single<

1. "American Boy" (TS7 Remix) – 5:43
2. "American Boy" (TS7 Radio Edit) – 3:51
3. "American Boy" (explicit) – 4:46
4. "American Boy" (no rap) – 4:10
5. "American Boy" (instrumental) – 5:09

- 12"

1. "American Boy" (explicit) – 4:46
2. "Wait a Minute (Just a Touch)" (Count & Sinden Remix) – 5:49
3. "American Boy" (TS7 Remix) – 5:43
4. "Wait a Minute (Just a Touch)" (Aaron Ross Remix) – 6:09

- 12" promo

1. "American Boy" (album version) – 4:45
2. "American Boy" (Instrumental) – 5:09
3. "Wait a Minute (Just a Touch)" (album version) – 4:17
4. "Wait a Minute (Just a Touch)" (instrumental) – 4:17